# Office des comités sociaux
L'Office des comités sociaux est un organisme mi-privé, mi-public lié au régime de Vichy, chargé de promouvoir durant l'occupation de la France la constitution des comités sociaux d'entreprise, voulus par la Charte du travail de 1941.

## Formation en 1941
L'OCS est fondé au lendemain du discours du maréchal Pétain à Saint-Étienne (1er mars 1941) : Pétain annonçait la création de « comités sociaux où, patrons, techniciens et ouvriers rechercheront ensemble les solutions des problèmes actuels dans une commune volonté de justice, dans le souci constant d’apaiser par l’entraide les misères et les angoisses de l’heure ». Le maréchal morigénait les patrons : « Patrons, parmi vous, beaucoup ont une part de responsabilité dans la lutte des classes. Votre égoïsme et votre incompréhension de la condition prolétarienne ont été trop souvent les meilleurs auxiliaires du communisme. Je ne vous demande pas de renoncer à tirer de vos entreprises le bénéfice légitime de vos activités, mais je vous demande d’être les premiers à comprendre vos devoirs d’hommes et de Français ». Ce discours préfigure la Charte du travail annoncée depuis 1940 et présentée en octobre 1941.
En réponse à ce discours, quelques militants du corporatisme mirent au point l'OCS en 1941 : un industriel du textile de Reims, Jacques Warnier, et André Voisin, futur animateur de La Fédération après la guerre. Voisin fut le premier directeur de l’OCS, mais il fut « éliminé à la suite de tensions internes et de problèmes de personnes » en avril 1942. Warnier est un industriel catholique militant pour le corporatisme chrétien depuis les années 1930, qui se situe dans la mouvance royaliste du « comte de Paris » (Henri d'Orléans). Il était alors en relations avec des militants du corporatisme comme André Voisin, rédacteur en chef du bi-hebdomadaire La justice sociale, « organe de doctrine et d’action corporatistes », auquel il collabora, et ancien du Courrier royal et de la revue de « la Jeune Droite » L’Insurgé. Voisin milita comme Warnier aux Métiers français, initiés par le « comte de Paris », dont Voisin a été un temps le secrétaire. Selon Warnier, les comités sociaux sont « un des moyens efficaces de transformer l'entreprise en une authentique communauté dans une économie au service de l'homme ».
Juridiquement, l’OCS est à l’origine une association de droit privé, constituée selon la loi de 1901, et appelée le Centre d’informations des comités sociaux, née le 31 juillet 1941 et agréée à cette date par l’État. Il devient le 19 janvier 1942 l’Office des comités sociaux (OCS), association privée régie par la loi de 1901, sise à Tarare (Rhône), au domicile d'un autre patron du textile également partisan du corporatisme, Marcel Doligez : il anime la corporation du textile de Tarare, fondée en 1939,, qui a créé à partir de juin 1940 une commission mixte comprenant des patrons, des employés et des ouvriers. Il se flatte d'avoir fondé dès 1939 un comité paritaire géré par des représentants des patrons, des ouvriers et des employés, « amorce du bien corporatif » et témoignage d'une « doctrine sociale saine », capable de vaincre le marxisme. C'est aussi un patron de combat, qui milita contre le communisme ; il a contribué à animer une officine patronale fondée à Lyon en septembre 1936, la Centrale industrielle et commerciale (CIC), qui centralisait les fonds de propagande du patronat de la région lyonnaise. Il est issu de l'Action française, dont il a été membre de 1926 à 1936. Il fait partie d'un réseau patronal anticommuniste, avec un autre patron membre de la commission patronale de l'Office, Georges Laederich.
Une sous-section de l'OCS est constituée à Paris; elle devient le siège central de l'Office, au 9, rue Auber, dans le quartier de l'opéra.

## Organisation et rôle de l'OCS
L'Office des comités sociaux est dirigé par un bureau tripartite (c'est-à-dire comprenant un patron, un cadre et un ouvrier), à l'image des institutions prévues par la Charte du travail. Ce bureau est composé des présidents de trois commissions consultatives, qui président à tour de rôle l'OCS, et par une direction générale qui gère les différents services de l’OCS,. Warnier préside la commission patronale. Il est secondé par Aimé Lepercq jusqu'à sa démission en 1943. La plupart des patrons de cette commission sont des dirigeants d’associations patronales comme Édouard Bertaux, président de la Confédération nationale des commerces et industries de l'alimentation, ancien président du Comité de Prévoyance et d'Action sociales (CPAS), désigné par Vichy président du comité d'organisation des commerces de l'alimentation début 1942, Yves Comar, en relation avec Warnier et Voisin avant la guerre, Jacques Lenté, président de l'UIMM, Robert de Vogüé, ou Alban de Canisy, président du syndicat des industries mécaniques (1930-1946). Robert de Vogüé a fondé dès 1940 en collaboration avec l’Union locale des syndicats ouvriers d’Épernay et dirige avec un militant syndicaliste socialiste le Centre interprofessionnel et social d’Épernay, laboratoire de la mise en œuvre de la Charte du travail dans la Marne. Si certains sont des pétainistes avérés, tels Georges Laederich, membre du Conseil national, ou le marquis Alban de Canisy, tous deux titulaires de la francisque, deux autres rejoignent la résistance : Robert de Vogüé, membre de Ceux de la Résistance, arrêté en novembre 1943 et déporté par les Allemands en juin 1944, et Leperc, résistant dès 1942 et ministre à la Libération.
Magniez, puis Victor Barut, président la commission des cadres.
L'ancien syndicaliste CGT Auguste Dauthuille, ancien militant libertaire et communiste, exclu du PCF en 1923, préside celle des ouvriers. Marcel Roy, membre du Conseil national et du Comité de l’organisation professionnelle, et ancien syndicaliste CGT comme Dauthuille, le seconde. Ce dernier est depuis 1941 le secrétaire chargé des relations avec les organisations syndicales du Centre syndicaliste de propagande, lié au Rassemblement national populaire (RNP), parti collaborationniste fondé et dirigé par Marcel Déat.
Le premier directeur de l'OCS est André Romieu, un permanent patronal de l'Union des industries et métiers de la métallurgie, et futur président-fondateur de l'Union fédérale des consommateurs—Que choisir en 1951. À Vichy se trouve une sous-direction de l’Office pour la zone libre.
L'OCS vise un triple objectif : diffuser les informations concernant l’application de la Charte du travail, déterminer la doctrine et l’application des comités sociaux et animer ces comités. Il veut faciliter la mise en place des comités sociaux, par des conseils et des brochures, et coordonner leur action aux échelles locale, départementale et régionale. Il lui revient d'expliciter les articles de la Charte du travail et les textes de loi, par exemple sur les attributions de ces comités sociaux ou sur les modalités de désignation de ses membres. C'est pourquoi Romieu répond en 1942 à l'enquête du journaliste Pierre Forest du Petit Journal sur ces questions, soulignant que l'OCS préconise le vote des travailleurs mais avec l'accord des patrons pour choisir les membres des comités.
L'Office publie des brochures et organise des conférences, par exemple à la Sorbonne en 1942, avec l'économiste corporatiste François Perroux, le syndicaliste Maurice Bertron, secrétaire général de la fédération du sous-sol, et le docteur André Gros, médecin du travail et vice-régent de la Fondation française pour l'étude des problèmes humains. Ses services centraux se sont progressivement étoffés. Par exemple, un comité de ravitaillement est mis en place en juin 1942. Il s’intéresse aux jeunes et aux sports et assure la liaison avec les assistantes sociales et conseillères du travail.
Il a progressivement mis en place en province des commissions régionales, comme à Toulouse, et des commissions interprofessionnelles tripartites départementales, par exemple dans les Côtes-du-Nord en septembre 1942, à la suite d'une conférence d'un cadre de l'OCS, dans les Vosges - elle est présidée par Georges Laederich, de 1942 à 1944 -, en Ille-et-Vilaine, en Côte-d'Or, en Basse-Normandie, ou encore en Isère et dans les Bouches-du-Rhône.
75 commissions départementales existent en mars 1944.
Des chargés de mission « ont éclairé les esprits et sont venus à bout de l'opposition patronale et ouvrière, à laquelle s'ajoutent l'indifférence des cadres », affirme le ministre Hubert Lagardelle fin 1942. Ces chargés de mission sont souvent d'anciens syndicalistes de la CGT, à commencer par Louis Mersch, chef du service de l'action et de la propagande de l'OCS, ancien responsable de l'UD CGT du Haut-Rhin ,. C'est le cas aussi d'Henri Philippo, chargé de mission de l'OCS pour le Nord et le Pas-de-Calais. Ces chargés de mission et ces commissions départementales ont en effet tenté de convaincre les patrons de mettre en place des comités sociaux dans leur entreprise, par exemple en Saône-et-Loire en 1943.

## L'étatisation progressive de l'OCS
Malgré l’appui donné par le cabinet civil du maréchal, qui entend garder à l’Office son caractère privé, les fondateurs patronaux de l’OCS durent faire face aux ambitions d’anciens syndicalistes de la CGT, désireux de prendre le contrôle de l’Office, de conserver les syndicats et de renforcer la tutelle de l’État, et à celles des ministres successifs du régime de Vichy. Georges Dumoulin, éditorialiste de L'Atelier, cadre du RNP et animateur du Centre syndicaliste de propagande, est nommé en juin 1942 inspecteur général de l’OCS, par décision du secrétaire général du travail Jean Terray. Il est chargé « d’assurer la liaison entre les responsables de l’Office et le secrétariat au travail, (…) de renseigner ce ministère sur la formation et le fonctionnement des comités sociaux d’entreprises et des commissions départementales »,,. Pour Marcel Roy, interrogé par Le Petit Parisien en février 1942, les comités sociaux « peuvent jouer un excellent rôle si le syndicalisme y tient sa place ». Il déplore que « des industriels ont systématiquement ignoré » les circulaires qui enjoignaient d’utiliser les syndicats et les délégués du personnel en fonction pour constituer les comités sociaux, et affirme que « dès lors le caractère paternaliste donné à ces comités a provoqué, parmi le personnel, une certaine méfiance ». Il enjoint aux industriels de « rectifier le tir » et espère aussi que ces comités puissent «transmettre toutes les réclamations individuelles relatives aux conditions de travail ». En liaison avec les groupes locaux de l'OCS, Roy diffuse en province ses mots d'ordre et sa vision de la société . En juillet et août 1943, Dauthuille tente d'évincer Romieu.
Le premier secrétaire d’État au travail de Vichy, l’ancien syndicaliste René Belin, s’est intéressé à l’OCS dès l’été 1941. L'Office fonctionne d’ailleurs sous l’autorité directe du secrétariat d’État au travail, qui le finance pour une large part. La mission de l’organisme est précisée dans une circulaire du 25 juillet 1942 par le ministre du travail Hubert Lagardelle. Sa mission consiste à promouvoir et à faciliter la création des comités sociaux ainsi qu’à diffuser l’information concernant la Charte du travail. Lagardelle et ses adjoints ont suivi régulièrement les travaux de l’OCS, aussi bien à Paris qu’à Vichy. Il a reçu les membres des commissions consultatives nationales à Paris et est intervenu en séance plénière de la commission de l’OCS en septembre, et à une réunion à Vichy des membres du conseil supérieur tripartite et de la commission tripartite de la zone libre, en présence de Warnier et de Doligez, en octobre. Le mois suivant, il réunit dans les locaux du secrétariat d’État à Paris les représentants régionaux et départementaux de l’Office pour la zone occupée. En janvier 1943, il reçoit les membres du bureau de l’Office et en avril, il prend la parole lors des journées d’études de l’OCS organisées à Paris et présidées alors par Victor Barut ; des rapports y furent lus aussi bien par Warnier et Romieu que par un syndicaliste comme Marcel Roy. D’autres syndicalistes y prirent la parole, comme Dumoulin, Vernier et Vitrac,. Un Louis Mersch, inspecteur de l'OCS, est en même temps chargé de mission au cabinet du secrétaire d'État au travail en 1942-43. Marcel Doligez, en tant que président en exercice de l’Office pour la zone sud, reçut le maréchal Pétain et Lagardelle le 4 décembre 1942, venus visiter une réunion d’études de l’OCS à la villa Strauss à Vichy. Pétain le reçut à déjeuner avec Lagardelle et le directeur de l’OCS quelques jours plus tard.
Pour le successeur de Lagardelle, en novembre 1943, Jean Bichelonne, l’OCS « doit perdre sa relative indépendance pour devenir un rouage de l’État ». L'emprise de l'État et des syndicalistes liés au RNP culmine au moment de l’arrivée de Marcel Déat au Ministère du travail en 1944. L'OCS est alors quasiment étatisé. En mars 1944, une loi transforme l’Office en un organisme semi-public et sa direction est modifiée. Désormais, l’Office est dirigé par un délégué général  assisté d’un chargé de mission du cabinet du ministre de la solidarité nationale,. Georges Vernier est ce délégué général. Ancien secrétaire de l’Union locale CGT de Nancy et ancien chargé de mission au cabinet de Pierre Pucheu, il donna comme tel des conférences sur la Charte du travail en 1942 et était le directeur-adjoint de l'Office en zone Sud. Dumoulin est désigné chargé de mission.
Dumoulin écrit dans L’Atelier un article dans lequel il attaque les fondateurs de l'OCS qui refusaient le contrôle des pouvoirs publics. Il vante la transformation de l’OCS en « un organisme semi-public, contrôlé par la puissance publique, administré par un délégué général nommé par le ministre ». Et moque « ces Messieurs qui voulaient rester les maîtres » et refusaient de confier leur création à « un ouvrier intelligent, capable et énergique ».
Dumoulin et Vernier semblent triompher lorsque pour la première fois depuis la loi du 31 mars 1944 ils reçoivent la presse pour présenter le nouvel Office. « On a donné le pas aux militants ouvriers et sociaux d’ancienne date qui sont seuls les techniciens du social », affirment-ils. Ils protestèrent contre l’argument selon lequel l’OCS nouveau deviendrait « un instrument entre les mains du ministre du travail pour sa politique personnelle ». Et soulignèrent surtout leur objectif de faire de l’OCS « autre chose qu’un centre de distribution d’assiettes, de couverts, de bons de matières ou de légumes ».